# Leontice incerta
Leontice incerta är en berberisväxtart som beskrevs av Pall.. Leontice incerta ingår i släktet Leontice och familjen berberisväxter. Inga underarter finns listade i Catalogue of Life.